# Harnstoffzyklus

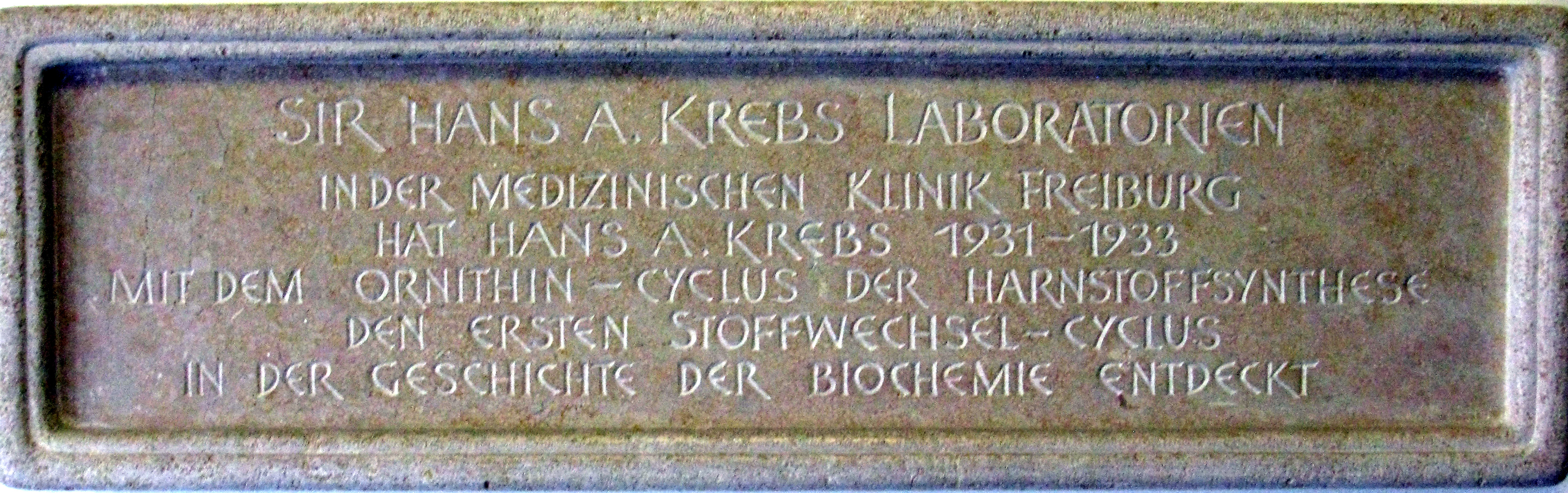
Gedenktafel an der Uniklinik Freiburg

Der Harnstoffzyklus (auch Ornithin- oder Krebs-Henseleit-Zyklus), 1932 an der Uniklinik Freiburg von Hans Adolf Krebs und Kurt Henseleit entdeckt, ist eine biochemische Kaskade bei Säugetieren, die stickstoffhaltige Abbauprodukte, vor allem Ammonium, zu Harnstoff umwandelt, der dann über die Niere ausgeschieden wird. Bei Vögeln und an Land lebenden Echsen wird stattdessen Harnsäure produziert und ausgeschieden. Fische benötigen keine Umwandlung von Ammoniak, bei ihnen bietet die Haut mit direktem Kontakt zum Wasser den einfachen Weg der Osmose.
Die Harnstoffbildung findet in den Leberzellen (Hepatozyten) und zu einem kleineren Teil in der Niere statt. Der Zyklus ist teilweise im Mitochondrium, teilweise im Cytosol lokalisiert, weshalb Transportproteine notwendig sind.

## Reaktionen des Harnstoffzyklus

Schema des Harnstoffzyklus. Die Reaktionen finden sowohl im Mitochondrium (oben) als auch im Cytosol (unten) statt. 1: L-Ornithin; 2: Carbamoylphosphat; 3: L-Citrullin; 4: Argininosuccinat; 5: Fumarat; 6: L-Arginin; 7: Harnstoff; L-Asp: L-Aspartat; CPS-1: Carbamoylphosphat-Synthetase I; OTC: Ornithin-Transcarbamylase; ASS: Argininosuccinat-Synthase; ASL: Argininosuccinat-Lyase; ARG1: Arginase 1

### Kaskade im Mitochondrium
Teilreaktionen der CPS-I (durch Carbamoylphosphat-Synthetase I katalysiert):
1. Hydrogencarbonate werden phosphoryliert und damit aktiviert
(1. ATP-abhängige Reaktion)
2. Anlagerung von Ammoniak unter Abspaltung des Phosphatrests, es entsteht Carbamat.
3. Carbamat wird wieder phosphoryliert und damit aktiviert
(2. ATP-abhängige Reaktion)

Am Ende steht Carbamoylphosphat, welches das Eintrittsprodukt in den eigentlichen Harnstoffzyklus im Cytosol ist. Katalysiert werden beide Schritte durch die Carbamoylphosphat-Synthetase I.
Da es keinen Carrier zum Transport von Carbamoylphosphat aus dem Mitochondrium gibt, muss zunächst ein Umweg über Ornithin-Citrullin stattfinden. Beides sind nicht-proteinogene alpha-L-Aminosäuren, sie unterscheiden sich genau durch den Carbamat-Rest und für sie existieren Carrier. Carbamoylphosphat wird also unter Dephosphorylierung auf Ornithin überführt, wodurch Citrullin entsteht. Die Reaktion wird durch die Ornithin-Transcarbamylase katalysiert.
Citrullin wird über die mitochondriellen Ornithin-Transporter 1 und 2 im Antiport gegen Ornithin in das Cytosol transportiert.

### Kaskade im Cytosol
Citrullin wird im Cytosol unter Anlagerung von L-Aspartat ATP-abhängig zu Argininosuccinat umgesetzt, katalysiert durch das Enzym Argininosuccinat-Synthase (ASS).
Anschließend erfolgt die durch Argininosuccinat-Lyase (ASL) vermittelte Reaktion von Argininosuccinat zu Arginin unter Abspaltung von Fumarat.
Im letzten Schritt katalysiert das Enzym Arginase 1 (ARG1) die Umwandlung von Arginin zu Ornithin unter Verbrauch von H2O. Der dabei anfallende Isoharnstoff steht mit Harnstoff im Gleichgewicht.

### Aspartatzyklus
Der Aspartatzyklus dient der Rückgewinnung von Aspartat aus Fumarat. Die Reaktionen entsprechen denen des Citratzyklus. Fumarat wird durch die zytosolischen Enzyme Fumarase und Malat-Dehydrogenase erst in Malat und danach in Oxalacetat umgewandelt. Bei der Oxidation von Malat zu Oxalacetat wird NAD zu NADH reduziert.
Das Oxalacetat wird mit einer α-Aminosäure zu L-Aspartat transaminiert. Als α-Aminosäure dient meist Glutaminsäure, das bei der Transaminierung zu der α-Ketosäure α-Ketoglutarat deaminiert wird. Das katalysierende Enzym ist die Aspartat-Aminotransferase. Oxalacetat kann alternativ auch in die Gluconeogenese eingeschleust werden oder über Transporter anaplerotisch in den Citratzyklus im Mitochondrium gelangen.
Das von der zytosolischen Fumarase aus Fumarat gewonnene Malat kann auch über den Malat-Aspartat-Shuttle zurück ins Mitochondrium transportiert werden.

## Energiebilanz
Die Summengleichung des Harnstoffzyklus ist:
{\displaystyle \mathrm {CO_{2}+NH_{4}^{+}+3\ ATP+Aspartat+2\ H_{2}O\longrightarrow } } {\displaystyle \mathrm {Harnstoff+2\ ADP+4\ P_{i}+AMP+Fumarat} }
Bei der Synthese eines Harnstoffmoleküls werden vier energiereiche Verbindungen gespalten (3 ATP und ein Pyrophosphat). Dies entspricht der Energie von 4 ATP Molekülen.
Bei der Regeneration von Aspartat im Aspartatzyklus entsteht jedoch ein NADH:
{\displaystyle \mathrm {Fumarat+2\ H_{2}O+NAD^{+}\longrightarrow Oxalacetat+NADH+H_{3}O^{+}} }
NADH wird in der Atmungskette im Mitochondrium zu ATP umgesetzt. Ein NADH entspricht hier 2,5 ATP.

## Medizinische Bedeutung
Angeborene Defekte in den Enzymen des Harnstoffzyklus führen zu einem Anstieg des Ammonium-Spiegels im Blut (Hyperammonämie). Im Harnstoffzyklus wird mit jedem Schritt ein Ammonium-Ion in eine Aminosäure eingebaut und damit entfernt. Daher ist die Stoffwechselstörung am schwersten, wenn die frühen Schritte des Harnstoffzyklus, Carbamoylphosphat-Synthetase und Ornithin-Transcarbamoylase betroffen sind. Defekte späterer Schritte, der Argininosuccinat-Lyase und Arginase, führen zu weniger schweren Krankheitsbildern. Der Anstieg des Ammonium-Spiegels führt zu Störungen der Gehirnfunktion (Enzephalopathie) bis zum Koma. Vor 1979 wurde mit Austauschtransfusion und Peritonealdialyse behandelt. Seit 1979 wird auch Phenylacetat und Benzoat gegeben. Phenylacetat und Benzoat reagieren mit Glutamin und Glycin zu Phenacetylglutamin und N-Benzoylglycin (Hippursäure), die über den Urin ausgeschieden werden und so Stickstoff entfernen.